# ハンス・マティソン＝ハンセン

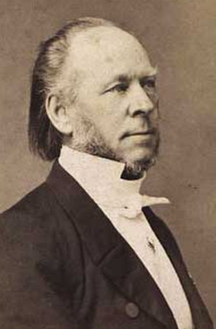
ハンス・マティソン＝ハンセン

ハンス・マティソン＝ハンセン（英:Hans Matthison-Hansen、1807年2月6日フレンスブルク・ゾンダーフルヴェイ - 1890年1月7日ロスキレ）は、デンマークのオルガン奏者、作曲家、画家。
マティソン＝ハンセンは幼いころから音楽と視覚芸術において芸術的才能を示した。 16歳でコペンハーゲンに移り、エッカースバーグを教師とする芸術アカデミーの生徒となった。しかし、数年間画家として勉強した後、音楽への意欲がますます大きくなり、四重奏奏者として定期的に旅行していた音楽サークルやクーラウとウェイズの影響を受けて、音楽のキャリアに集中することを決意する。マティソン＝ハンセンは特にオルガンの演奏に長け、1832年にはウェイズからロスキレの宮廷オルガニストという切望されていたポストを与えられ、彼は終生その職を務めた。
マティソン＝ハンセンはここで、特に自由な想像力と即興演奏において、その想像力豊かな性質が妨げられることなく進歩を遂げることができる重要なオルガン奏者に成長し、ノルウェー、スウェーデン、ドイツ、ロンドンなどでのコンサートツアーで多くの注目を集めた。 
マティソン＝ハンセンは、オルガンの名手で作曲家のゴットフレッド・マティソン＝ハンセンと、父の後を継いでロスキレのオルガン奏者となったオルガニストで作曲家のワーゲ・ヴァイス・マティソン＝ハンセンの父親である。